# 金子寛治
金子 寛治（かねこ ひろはる、1967年11月22日（57歳） - ）は、日本の元バスケットボール選手、指導者。東京都出身。身長193cm。

## 来歴
バスケットボールの名門 秋田県立能代工業高等学校から筑波大学を経て、NKKに入社。バスケットボール部に入部し、全日本実業団選手権連覇に貢献。
全日本にも選ばれ、1994年には広島アジア大会で主将を務めた。
休部後、ボッシュブルーウィンズに移籍。
引退後は愛知学泉大学の系列校である安城学園高等学校（愛知県）の教員となり、バスケットボール部の監督を務め　全国大会へ導くなど実績を残している。
2022年、Wリーグに属する山梨クィーンビーズのヘッドコーチに就任。
2023年退任。
現在、金沢学院大学付属高等学校男子バスケットボール部コーチ。

## その他
筑波大の同期にサッカーの井原正巳と中山雅史、バレーボールの中垣内祐一らがおり、彼らと「全日本会」なるグループを結成していた。